# Matelea lourteigiae
Matelea lourteigiae är en oleanderväxtart som beskrevs av G. Morillo. Matelea lourteigiae ingår i släktet Matelea och familjen oleanderväxter. Inga underarter finns listade i Catalogue of Life.